# Tjarda Struik
Tjarda C. M. Struik (Putten, 17 de abril de 1986) es una política y funcionaria pública neerlandesa que representa al Partido Popular por la Libertad y la Democracia (VVD). Desde el 14 de noviembre de 2023, es alcaldesa de Leiderdorp.

## Primeros años y educación
Struik nació en Putten en Veluwe, donde creció con su hermana y dos medias hermanas. Cuando estaba en la escuela primaria, sus profesores y padres sospechaban que no podía ver bien. El examen reveló la enfermedad ocular degeneración macular, una enfermedad progresiva. Debido a esta afección ocular, Struik tiene aproximadamente solo un cinco por ciento de visión. 
Struik no recibió ningún trato especial y no asistió a educación especial. Obtuvo una licenciatura y una maestría en psicología en Groninga entre 2005 y 2012.
Después de sus estudios, Struik se mudó a Ámsterdam, donde notó que no podía afrontar bien su discapacidad. Durante una estancia de nueve meses en un centro de rehabilitación, aprendió Braille y aprendió a usar un bastón.

## Carrera
Struik comenzó su carrera como asesora de comunicaciones en el centro de rehabilitación donde permaneció. Luego trabajó como gerente en atención a discapacitados. Después de una conversación con la ex-presidenta de la Cámara de Representantes Gerdi Verbeet, decidió dedicarse ella misma a la política.
Del 29 de marzo de 2018 al 3 de octubre de 2023, Struik fue concejal municipal de Zeist. El 13 de junio de 2023, el consejo municipal de Leiderdorp la nombró nueva alcaldesa. El 14 de noviembre de ese año, Struik prestó juramento como alcalde ante el comisionado del rey, Jaap Smit. Esto la convirtió en la primera alcaldesa (casi) ciega de los Países Bajos. Como preparación, siguió un programa de orientación del Ministerio del Interior.
En 2021, puso en marcha una empresa de oradores y consultoría, a través de la cual imparte conferencias sobre inclusión y diversidad.  Ha estado activa en TikTok como blindfluencer desde 2022, con alrededor de doscientos mil seguidores a mediados de 2023.

## Vida personal
Está casada y es madre de dos hijos. Su padre era director de la fábrica de conservas Struik.